# Josef Staltmayr
Josef Staltmayr (* 2. September 1980 in Peißenberg) ist ein ehemaliger deutscher Eishockeyspieler, der zuletzt beim SC Riessersee in der DEL2 auf der Position des Verteidigers spielte.

## Karriere
Staltmayr durchlief zunächst alle Jugendabteilungen beim TSV Peißenberg und hatte bereits in der Saison 1997/98 erste Einsätze in der ersten Mannschaft des TSV Peißenberg, als er in 19 Begegnungen in der 2. Liga zum Einsatz kam und dabei einen Assist erzielte. Ab der Saison 1998/99 stand er für zwei Spielzeiten in der Stammaufstellung der Regionalliga-Mannschaft. Zur Saison 2000/01 wechselte der Verteidiger in die nächsthöhere Spielklasse zum EHC Wolfsburg, mit welchen er noch in derselben Saison den Aufstieg in die 2. Eishockey-Bundesliga schaffte. Nach diesem Erfolg blieb er für weitere zwei Spielzeiten in Wolfsburg, ehe er zur Saison 2003/04 zum ERC Haßfurt wechselte. Dort blieb er eine Spielzeit und wechselte zur Saison 2004/05 zum Ligarivalen Hannover Indians. Hier konnte er seine Leistungen verbessern und zur Saison 2009/10 mit der Mannschaft in die 2. Bundesliga aufsteigen. Nach der abgelaufenen Saison wechselte Staltmayr nach sechs Spieljahren in Hannover zur Saison 2010/11 zum in die Oberliga abgestiegenen SC Riessersee. Nach einer soliden Saison und dem Gewinn der Oberliga-Meisterschaft mit dem SC Riessersee schaffte er erneut mit einer Mannschaft den Aufstieg in die 2. Bundesliga. Im Juli 2011 wurde sein Vertrag beim SC Riessersee verlängert.

Im August 2011 wurden Staltmayr, Florian Vollmer, Harti Wild und Tim Regan zu Interimstrainern ernannt, nachdem Marcus Bleicher mit sofortiger Wirkung von seinem Amt zurückgetreten war und noch kein neuer Cheftrainer verpflichtet wurde. Somit wird außerdem Co-Trainer Andreas Raubal in seiner neuen Funktion als Co-Trainer unterstützt.
Nach insgesamt sechs Spielzeiten in Garmisch-Partenkirchen beendete er nach der Saison 2015/16 seine Karriere als Profispieler und wechselte zurück zu seinem Heimatverein TSV Peißenberg, wo er ab der Folgesaison das Traineramt übernahm.

## Erfolge und Auszeichnungen
- 2001 Aufstieg in die 2. Bundesliga mit dem EHC Wolfsburg
- 2009 Aufstieg in die 2. Bundesliga mit den Hannover Indians
- 2011 Oberliga-Meister mit dem SC Riessersee
- 2011 Aufstieg in die 2. Bundesliga mit dem SC Riessersee

## Karrierestatistik
(Legende zur Spielerstatistik: Sp oder GP = absolvierte Spiele; T oder G = erzielte Tore; V oder A = erzielte Assists; Pkt oder Pts = erzielte Scorerpunkte; SM oder PIM = erhaltene Strafminuten; +/− = Plus/Minus-Bilanz; PP = erzielte Überzahltore; SH = erzielte Unterzahltore; GW = erzielte Siegtore; 1 Play-downs/Relegation; Kursiv: Statistik nicht vollständig)